# Banksia obovata
Banksia obovata là một loài thực vật có hoa trong họ Quắn hoa.